# Igrzyska Ibero-Amerykańskie 1962
2. igrzyska ibero-amerykańskie – zawody lekkoatletyczne rozegrane w dniach 7–12 października 1962 w stolicy Hiszpanii – Madrycie. Areną zmagań sportowców był Estadio de Vallehermoso.
W mistrzostwach wzięło udział 349 lekkoatletów z 17 państw hiszpańsko- bądź portugalskojęzycznych. Rozegrano 22 konkurencje męskie i 9 kobiecych.
Były to ostatnie igrzyska ibero-amerykańskie. Rywalizację lekkoatletów z państw tego obszaru językowego i kulturowego wznowiono w 1983, kiedy to odbyły się pierwsze mistrzostwa ibero-amerykańskie w lekkoatletyce.

## Rezultaty
| WR – rekord świata \| NR – rekord kraju \| AR – rekord kontynentu \| CR – rekord mistrzostw |

### Mężczyźni
| Konkurencja:                  | 1. miejsce                                                                       | Rezultat | 2. miejsce                                                                               | Rezultat | 3. miejsce                                                                                        | Rezultat |
| Bieg na 100 m                 | Rafael Romero                                                                    | 10,6     | Manuel Rivera                                                                            | 10,9     | Alfonso da Silva                                                                                  | 11,1     |
| Bieg na 200 m                 | Rafael Romero                                                                    | 21,1     | Luis Vienna                                                                              | 21,4     | Arquímedes Herrera                                                                                | 21,6     |
| Bieg na 400 m                 | Germán Guenard                                                                   | 47,3     | Juan Carlos Dyrzka                                                                       | 48,1     | Juan Francisco Aguilar                                                                            | 48,3     |
| Bieg na 800 m                 | Alberto Estebán                                                                  | 1:50,2   | José Luis Martínez                                                                       | 1:50,5   | José Neira                                                                                        | 1:50,7   |
| Bieg na 1500 m                | Manuel de Oliveira                                                               | 3:52,7   | Tomás Barris                                                                             | 3:53,4   | Osvaldo Suárez                                                                                    | 3:53,4   |
| Bieg na 5000 m                | Osvaldo Suárez                                                                   | 14:31,6  | Manuel de Oliveira                                                                       | 14:32,4  | Mariano Haro                                                                                      | 14:38,4  |
| Bieg na 10 000 m              | Osvaldo Suárez                                                                   | 30:14,2  | Mariano Haro                                                                             | 30:22,4  | Carlos Pérez                                                                                      | 30:57,6  |
| Maraton                       | Armando Aldegalega                                                               | 2:30:09  | Álvaro Conde                                                                             | 2:32:18  | Jaime Guixá                                                                                       | 2:32:54  |
| Bieg na 110 m przez płotki    | José da Conceição                                                                | 14,7     | Carlos Mossa                                                                             | 14,8     | Teófilo Davis                                                                                     | 14,9     |
| Bieg na 400 m przez płotki    | Juan Carlos Dyrzka                                                               | 50,9     | Víctor Maldonado                                                                         | 51,9     | Anubes da Silva                                                                                   | 53,0     |
| Bieg na 3000 m z przeszkodami | Domingo Amaizón                                                                  | 9:02,6   | Manuel de Oliveira                                                                       | 9:05,2   | Sebastião Mendes                                                                                  | 9:16,4   |
| Sztafeta 4 × 100 m            | Brazylia · Joel Satow · Joel Costa · Affonso Coelho da Silva · José da Conceição | 41,2     | Wenezuela · Arquímedes Herrera · Lloyd Murad · Andrés Fawre · Rafael Romero              | 41,3     | Argentyna · Raúl Zabala · Carlos Biondi · Juan Bagnoli · Luis Vienna                              | 41,6     |
| Sztafeta 4 × 400 m            | Wenezuela · Arístides Pineda · Lloyd Murad · Víctor Maldonado · Hortensio Fucil  | 3:15,4   | Portoryko · Enrique Montalvo · José Luis Villalongo · Gilberto Faberlle · Germán Guenard | 3:16,4   | Brazylia · Ulises Laurindo dos Santos · José da Conceição · Joel Carvalho Rocha · Anubes da Silva | 3:16,5   |
| Skok wzwyż                    | Teodoro Palacios                                                                 | 2,00     | Roberto Abugattas                                                                        | 1,97     | Júlio Fernandes                                                                                   | 1,94     |
| Skok o tyczce                 | Rolando Cruz                                                                     | 4,50     | Rubén Cruz                                                                               | 4,20     | Mario Eleusippi                                                                                   | 4,15     |
| Skok w dal                    | Luis Felipe Areta                                                                | 7,52     | Pedro Almeida                                                                            | 7,48     | Juan Muñoz                                                                                        | 7,33     |
| Trójskok                      | Luis Felipe Areta                                                                | 15,07    | Rumildo Cruz                                                                             | 14,63    | Jorge Castillo                                                                                    | 14,61    |
| Pchnięcie kulą                | Enrique Helf                                                                     | 16,06    | Cosme Di Cursi                                                                           | 15,96    | Antonio Lamua                                                                                     | 14,92    |
| Rzut dyskiem                  | Enrique Helf                                                                     | 49,38    | Dieter Gevert                                                                            | 47,52    | Ignacio Reinosa                                                                                   | 47,00    |
| Rzut młotem                   | Eduardo Albuquerque                                                              | 55,38    | José María Elorriaga                                                                     | 55,24    | Enrique Samuells                                                                                  | 54,11    |
| Rzut oszczepem                | Alfonso de Andrés                                                                | 68,17    | Ricardo Héber                                                                            | 65,36    | Jesús Rodríguez                                                                                   | 64,68    |
| Dziesięciobój                 | Héctor Thomas                                                                    | 6630 pkt | Roberto Caravaca                                                                         | 6133 pkt | Cleomenes da Cunha                                                                                | 6000 pkt |

### Kobiety
| Konkurencja:              | 1. miejsce                                                          | Rezultat | 2. miejsce                                                                      | Rezultat | 3. miejsce                                                                     | Rezultat |
| Bieg na 100 m             | Miguelina Cobián                                                    | 12,3     | Erica da Silva                                                                  | 12,3     | Nancy Correa                                                                   | 12,4     |
| Bieg na 200 m             | Miguelina Cobián                                                    | 25,3     | Erica da Silva                                                                  | 25,5     | Ada Brener                                                                     | 26,3     |
| Bieg na 80 m przez płotki | Wanda dos Santos                                                    | 11,5     | Graciela Paviotti                                                               | 11,5     | Leda dos Santos                                                                | 11,9     |
| Sztafeta 4 × 100 m        | Chile · Gloria Mund · Carlota Ulloa · Nancy Correa · Marisol Massot | 48,7     | Argentyna · Marta Buongiorno · Ada Brenner · Emilia Dyrzka · Margarita Formeiro | 48,9     | Brazylia · Wanda dos Santos · Wanda Moreira · Leda dos Santos · Erica da Silva | 49,4     |
| Skok wzwyż                | Aída dos Santos                                                     | 1,56     | Maria da Conceição                                                              | 1,54     | Smiljana Dezulovic                                                             | 1,48     |
| Skok w dal                | Mabel Farina                                                        | 5,58     | Graciela Paviotti                                                               | 5,55     | Gisela Vidal                                                                   | 5,40     |
| Pchnięcie kulą            | Vera Trezoitko                                                      | 12,84    | Ingeborg Pfüller                                                                | 12,54    | Pradelia Delgado                                                               | 12,35    |
| Rzut dyskiem              | Ingeborg Pfüller                                                    | 44,69    | Caridad Aguero                                                                  | 44,27    | Myriam Yutronic                                                                | 42,38    |
| Rzut oszczepem            | Marlene Ahrens                                                      | 45,63    | Maria Ventura                                                                   | 42,24    | Magdalena García                                                               | 38,97    |

## Tabela medalowa
| Miejsce | Reprezentacja | Złoto | Srebro | Brąz | Razem |
| 1       | Argentyna     | 8     | 8      | 5    | 21    |
| 2       | Brazylia      | 5     | 5      | 7    | 17    |
| 3       | Hiszpania     | 4     | 4      | 4    | 12    |
| 4       | Wenezuela     | 4     | 3      | 5    | 12    |
| 5       | Portugalia    | 3     | 4      | 1    | 8     |
| 6       | Portoryko     | 2     | 4      | 1    | 7     |
| 7       | Chile         | 2     | 1      | 4    | 7     |
| 8       | Kuba          | 2     | 1      | 2    | 5     |
| 9       | Gwatemala     | 1     | 0      | 0    | 1     |
| 10      | Peru          | 0     | 1      | 0    | 1     |
| 11      | Kolumbia      | 0     | 0      | 1    | 1     |
| 11      | Urugwaj       | 0     | 0      | 1    | 1     |
| Razem   | Razem         | 31    | 31     | 31   | 93    |

     gospodarz